# Никольское (деревня, Дмитровский городской округ)
Никольское — деревня в Дмитровском районе Московской области, в составе городского поселения Дмитров. Население — 15 чел. (2010). До 2006 года Никольское входило в состав Дядьковского сельского округа.

## Расположение
Деревня расположена в северной части района, примерно в 13 км северо-западнее Дмитрова, на суходоле, высота центра над уровнем моря 146 м. Ближайшие населённые пункты — посёлок Участок № 7 на северо-западе, Надеждино на юго-западе и Быково на северо-востоке.

## Население
| 2002 | 2006 | 2010 |
| ---- | ---- | ---- |
| 9    | →9   | ↗15  |